# Filippo Paulucci
Pour les articles homonymes, voir Paulucci.
Filippo Paulucci de Roncole (noté aussi Philip Ossipovitch Paulucci, en russe : Филипп Осипович Паулуччи), né le 11 septembre 1779 à Modène et mort le 25 janvier 1849 à Nice, est un militaire italien au service du royaume de Sardaigne, du Saint Empire, du royaume d’Italie et de l’Empire russe.

## Origine
Filippo Paulucci, né à Modène le 11 septembre 1779, est le cinquième des huit enfants d’un noble italien originaire de Pérouse qui s’était établi dans le duché de Modène en 1753. En 1785, il devient page à la cour de Charles-Emmanuel III de Savoie, roi de Sardaigne, ce qui le conduit à une carrière dans l’armée sarde.

## Campagnes d’Italie, d’Allemagne et de Dalmatie
De 1792 à 1796, Paulucci participe à la guerre de la Première Coalition contre la France. Après l’armistice de Cherasco par lequel le royaume se retire du conflit, Paulucci est décoré de l’Ordre des Saints-Maurice-et-Lazare. Il sert dans l’armée de la République cisalpine puis, en 1799, rejoint l’armée autrichienne lors du siège de Mantoue. En 1804, à Vienne, il épouse Wilhelmina Franziska von Koskull (de), d’une famille noble de Courlande. En 1806, il est en garnison en Dalmatie lorsque cette province est cédée par l’Autriche au royaume d'Italie. Il passe brièvement au service du royaume italien et participe avec l’armée française de Molitor à la campagne de Dalmatie.

## Au service de la Russie
En octobre 1806, Paulucci quitte le service du royaume d’Italie pour celui de l’Empire russe. En 1807, il est envoyé en mission auprès des Serbes révoltés contre l'Empire ottoman : le 10 juillet 1807, il signe avec leur chef Karageorges (Đorđe Petrović) une convention qui place pratiquement la principauté de Serbie sous le protectorat russe ; mais cet accord ne sera pas appliqué.
Paulucci participe à la guerre russo-turque puis à la guerre de Finlande. En 1810-1811, il est nommé commandant de l’armée du Caucase et gouverneur de Géorgie : il conquiert le Karabagh lors de la guerre contre la Perse. En 1812, il est nommé gouverneur de Livonie.
Au début de la campagne de Russie contre Napoléon, il critique vivement le plan de défense du camp de Drissa établi par le général prussien Phull et lui déclare devant le ministre de la Guerre, le général Michel Barclay de Tolly : « Ce camp est conçu par un traître ou par un ignorant, choisissez, mon général ».
Paulucci, définitivement brouillé avec Barclay de Tolly, est tenu à l’écart des dernières campagnes de la Sixième Coalition contre la France. Cependant, il contribue à négocier la convention de Tauroggen (30 décembre 1812) par laquelle l'armée prussienne du général Yorck, chargée par Napoléon d'occuper la Courlande, abandonne l'alliance française.

## Retour au service du royaume de Sardaigne
Après l’avènement de Charles-Félix de Sardaigne en 1821, Paulucci profite des bonnes relations du nouveau roi avec la Russie. En 1829, il revient s’établir à la cour de Piémont-Sardaigne et, en 1830, il est nommé général en chef de l’armée sarde. Il réorganise l’infanterie mais, en 1831, il est disgracié et relevé de ses fonctions par le nouveau roi Charles-Albert.
Il prend sa retraite et meurt à Nice le 25 janvier 1849.